# Paul Briquet
Pour les articles homonymes, voir Briquet (homonymie).
Paul Briquet, pseudonyme de Georges Loyau, est un auteur dramatique, revuiste et librettiste français, né le 29 janvier 1884 à Saint-Mandé et mort le 20 septembre 1930 dans le 9e arrondissement de Paris.

## Biographie
Georges Marie Loyau naît le 29 janvier 1884 à Saint-Mandé (Val-de-Marne) d’Amant Léonce Loyau, employé de commerce, et Léontine Jeanne Buisson, institutrice, son épouse.
Il se destine d’abord à une carrière artistique. Il s'inscrit à l’école des Beaux-Arts de Paris où il fait la connaissance de Georges Thenon qui deviendra plus tard le chansonnier et librettiste Rip avec lequel il collaborera plus tard régulièrement dans leur carrière de librettistes. Au sortir des Beaux-Arts, il travaille dans l'atelier du maître Rodolphe Julian aux côtés de Jean-Gabriel Domergue .
Il commence sa carrière d’auteur en 1907 avec son frère Paul Loyau en choisissant ensemble le pseudonyme de Briquet et en échangeant leurs prénoms. Ce frère qui signait ainsi Georges Briquet décède prématurément en 1909. Cette activité est peu rémunératrice, si bien que pour assurer son indépendance financière il exerce le métier de dessinateur en bijouterie, mettant ainsi à profit son apprentissage du dessin aux Beaux-Arts. Le 20 juin 1912, alors qu'il réside au n° 5 de la rue Barye dans le 17e arrondissement de Paris avec sa mère devenue veuve, il épouse avec Germaine Jeanne Louise Godillon à Noisy-le-Sec.
À partir de 1919, Georges Briquet écrit un grand nombre de revues, vaudevilles ou opérettes, en collaborant fréquemment avec Rip, ou bien au coup par coup avec des auteurs variés tels que Saint-Granier, Charles-Alexis Carpentier, Paul Gordeaux, Pierre Varenne ou Henri Falk. Ses pièces sont jouées dans la plupart des salles parisiennes, telles que le théâtre Marigny, le théâtre de la Potinière ou le Concert Mayol.
Paul Briquet devient également le secrétaire particulier du dramaturge et librettiste Robert de Flers auprès duquel il est à bonne école. Il devient par la suite secrétaire général du théâtre Michel.
En 1922, il prend la direction du magazine "Le Sourire", fonction qu’il exercera jusqu’à sa mort.
Il meurt d’une embolie pulmonaire dans la nuit du 19 au 20 septembre 1930, à deux heures du matin, en son domicile du 33 boulevard de Clichy. Il est inhumé dans le cimetière du Père-Lachaise, 54e division.

## Music-hall, revues, opérettes
- 1907 : A la baguette !, fantaisie-revue de Georges et Paul Briquet, théâtre des Capucines
- 1908 : Bérenger n'veut pas !, revue de E. P. Lafargue, Georges et Paul Briquet, Comédie-Royale
- 1919 : Le Vicomte aux jambes nues, opérette légère en 2 actes de Rip et Paul Briquet, Concert Mayol
- 1920 : Mazout alors !, revue en 2 actes de Saint-Granier et Paul Briquet, théâtre de la Potinière
- 1920 : À chats perchés, revue en 2 actes et 8 tableaux de Paul Briquet et Charles-Alexis Carpentier, musique d'Évrard, théâtre du Perchoir
- 1922 : Tout à nu !, revue en 2 actes de Saint-Granier et Paul Briquet, Gaité-Rochechouard[9]
- 1922 : Avec le sourire, revue en 2 actes d’Albert Willemetz, Saint-Granier, et Paul Briquet, Alhambra de Bruxelles
- 1923 : Oh...Pardon !, revue de Rip et Paul Briquet, chez Mauricet et Fursy
- 1924 : Paris-Sports, revue en 2 actes et 32 tableaux de Rip et Paul Briquet, théâtre Marigny
- 1924 : Herriot... ready ?, revue en 1 acte de Rip et Paul Briquet, Moulin de la Chanson
- 1925 : Spartagas, opérette en 3 actes de Rip, Paul Briquet et Yoris d'Hansewick, La Pie qui chante
- 1925 : Scènes d'actualités, revue de Paul Briquet, Mauricet et Pierre Varenne, chez Mauricet et Fursy
- 1926 : L'Ami fric, revue de  Paul Briquet, chez Mauricet et Fursy
- 1926 : Paris-Boulevard, revue en 2 actes de Paul Briquet et Pierre Varenne, théâtre du Boulevard[10]
- 1927 : Ma femme !, opérette en 3 actes de Paul Briquet et Paul Gordeaux, musique de Pierre de Meure et Irving Paris, théâtre de la Potinière[11]
- 1927 : Spirit of Paris, revue en 2 actes de Pierre Veber et Paul Briquet, théâtre de la Madeleine
- 1928 : Minuit, païens !, revue de Paul Briquet et Paul Deyrmon, théâtre de Minuit
- 1928 : La Nouvelle Revue, revue en 3 actes et 25 tableaux de Paul Briquet, José de Bérys et Henry Moreau, Élysée-Palace de Vichy
- 1929 : Un frisson de Paris, opérette de Paul Briquet et Pierre Varenne, théâtre des Menus-Plaisirs
- 1929 : La Revue du Moulin, revue en 2 actes de Paul Briquet et Henri Dumont, Moulin de la chanson
- 1930 : À la mode de Paris, revue en 3 actes de Paul Briquet et Henri Dumont, théâtre des Célestins à Lyon[12]

## Chanson
- 1926 : Chacun son Truc par Maurice Chevalier, musique de Walter Donaldson, paroles de Paul Briquet (adaptation française de Yes Sir, That’s My Baby)
- 1927 : On n’ m’a jamais parlé comm’ ça par Maurice Chevalier, musique de R. Penso, paroles de Paul Briquet et R.-P. Groffe[13]
- 1928 : Ploum ploum ploum par Damia, paroles de Paul Briquet, musique de Jean Eblinger
- 1935 : C’est durillon par Georges Matis, chanson de Paul Briquet créée après sa mort.